# Mi hermano el alcalde
Mi hermano el alcalde es una novela del escritor colombiano Fernando Vallejo. El libro narra la campaña y el mandato de Carlos Vallejo, hermano del escritor, alcalde de Támesis, un pueblo colombiano en el departamento de Antioquia, entre 1998 y 2000.
Fue publicada por Alfaguara en 2004 y presentada en la Feria Internacional del Libro de Bogotá ese mismo año. A pesar de ser escrita antes de La rambla paralela, fue publicada después de esta.

## Argumento

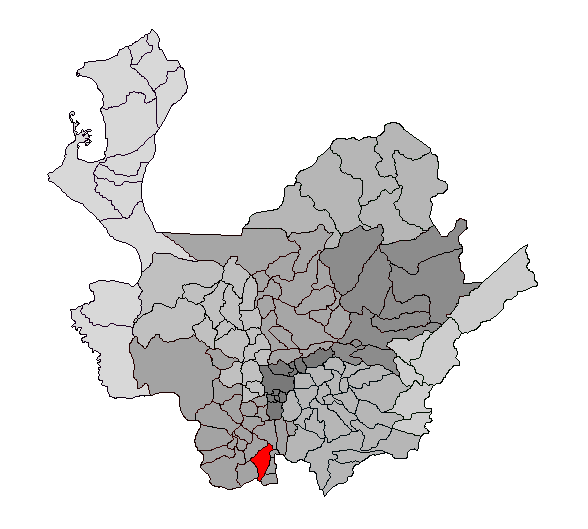
Ubucación de Támesis en el departamento de Antioquia.

Aunque se trata de una novela, se basa en hechos reales, Carlos Vallejo fue alcalde en Támesis, de Carlos Vallejo, joven político homosexual, nacido en Antioquia quien termina por conducto de su padre, radicado en Támesis, municipio antioqueño que queda a una legua a caballo del pueblo. A Carlos le da dengue, y en medio de sus fiebres, el delirio y el miedo de haber contraído sida, decide convertirse en Alcalde. Su primer triunfo electoral lo logra al convencer a sus veintinueve hermanos, lo cual a lo largo de la novela representa el favorecimiento de los políticos a sus allegados.
Iniciada la campaña, el futuro Alcalde de Támesis, dilapida su dinero y descuida su finca a fin de comprar los votos de los ciudadanos, finalmente, en medio de toda suerte de trampas electorales, Carlos saca a votar a sus muertos quienes en el conteo marcan la diferencia llegando así a la magistratura del municipio.
Una vez en la Alcaldía, Carlos hace una excelente gestión, ayudada por la alcaldía civil de su compañero (figura que se inventa para tener cerca a su pareja), llena de progreso al pueblo, pavimenta la carretera principal, arregla cien escuelas, trae computadores e Internet al pueblo, vomitando el cumplimiento de sus metas a los Concejales del pueblo, los cuales lo odian porque no les permitió mamar de la teta pública. 
Al final de su gestión, Carlos ha cumplido todas las promesas que hizo a sus votantes, incluidos los muertos a los cuales les arregló el cementerio, lo único que no logró fue construir una hidroeléctrica que fue su mayor ambición.
Al terminar su mandato, y en vista de que en el momento no se podía optar por la reelección, Memo, el compañero de Carlos, inicia campaña para la Alcaldía, pero honesto como es y fiel a sus principios, no promete nada en la campaña, en la cual pretende salir avante mostrando las obras hechas y no prometiendo bellaquerías. En las justas electorales, es aplastado brutalmente por Tizon, un técnico agrónomo que se endeuda para comprar los votos y hacer la típica campaña corrupta que solo pudo ser derrotada por una más corrupta, como lo fue la campaña de Carlos en las anteriores elecciones. El negro llega pues a la Alcaldía y al cabo de algún tiempo se suicida por la desesperación que le produce gobernar.
Finalmente, Carlos casi ciego junto con Memo, arruinados por la política limpia terminan en una silla de algún lugar viendo pasar sus muchachos a los cuales amaron y amaran siempre.

## Narración
Toda la historia es contada por un narrador omnisciente que está en México y en la historia es el hermano de Carlos, representa sin duda al propio Fernando Vallejo, personaje al cual el escritor le pone a decir todos los ya conocidos improperios contra la clase dirigente de Colombia, incluido Tirofijo, poniendo especial énfasis en el expresidente Andrés Pastrana, a quien le dedica varias líneas y unos cuantos insultos.
- Datos: Q6012456